# آبي ريان
آبي ريان (بالإنجليزية: Abbey Ryan)‏ هي رسامة أمريكية، ولدت في 1979.

## وصلات خارجية
- الموقع الرسمي